# Cotinus
Genre
Cotinus est un genre de plantes à fleurs de la famille des Anacardiaceae comprenant huit espèces originaires des régions tempérées de l'hémisphère nord. Ce genre est proche du Sumac (Rhus). Les plus connus sont :
- Cotinus coggygria originaire d'Eurasie, dont la variété aux feuilles rouges est utilisée comme ornementation dans les espaces verts.
- Cotinus obovatus originaire d'Amérique du Nord.

Ce sont des arbustes ou des petits arbres aux feuilles entières caduques. Ils sont aussi appelés « arbres à perruques », impression donnée par l'inflorescence femelle légère et filandreuse faite d'une multitude de pédoncules plumeux en larges panicules.

## Description

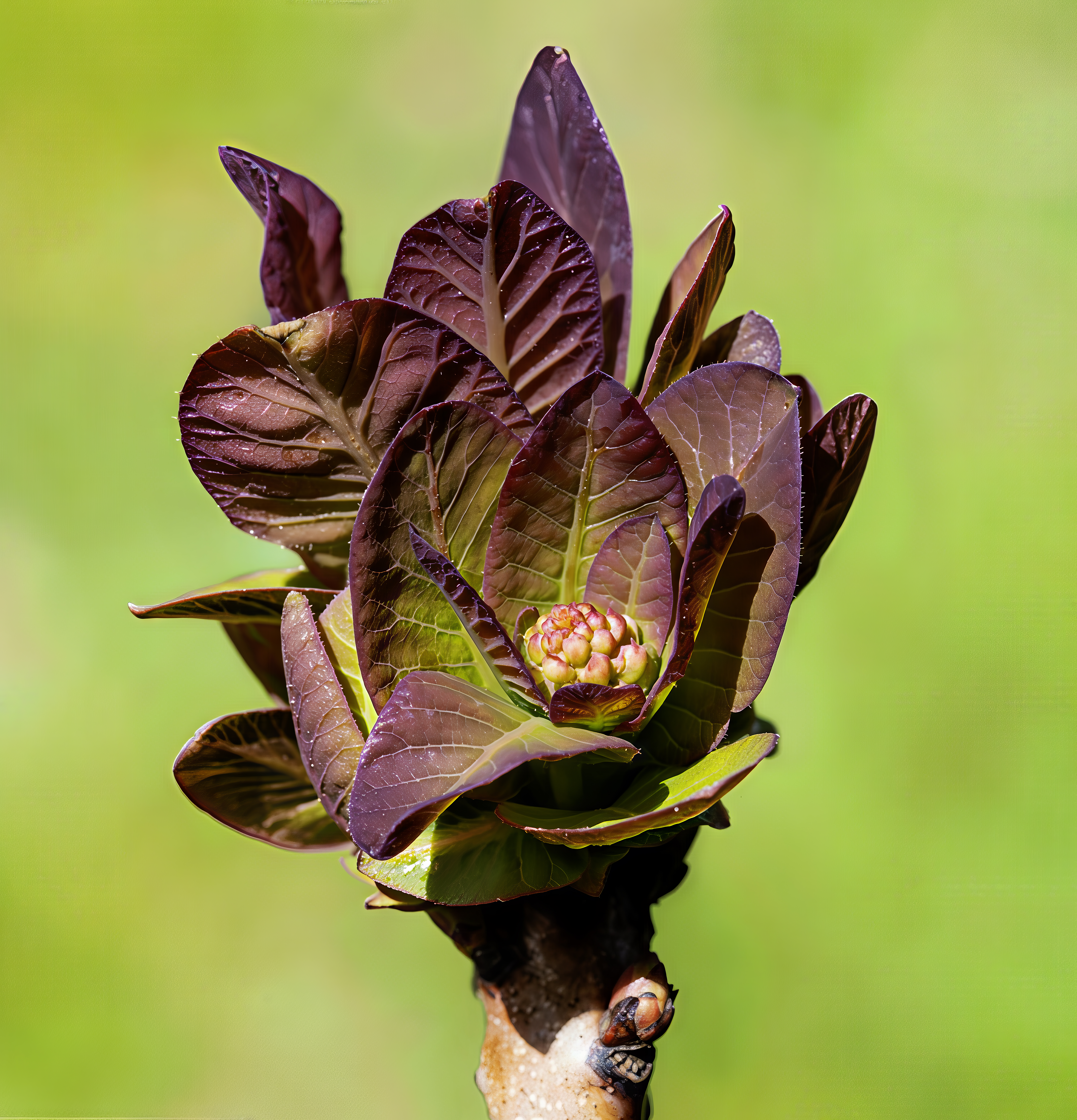
Bourgeons foliaires en cours de déploiement avec inflorescence immature
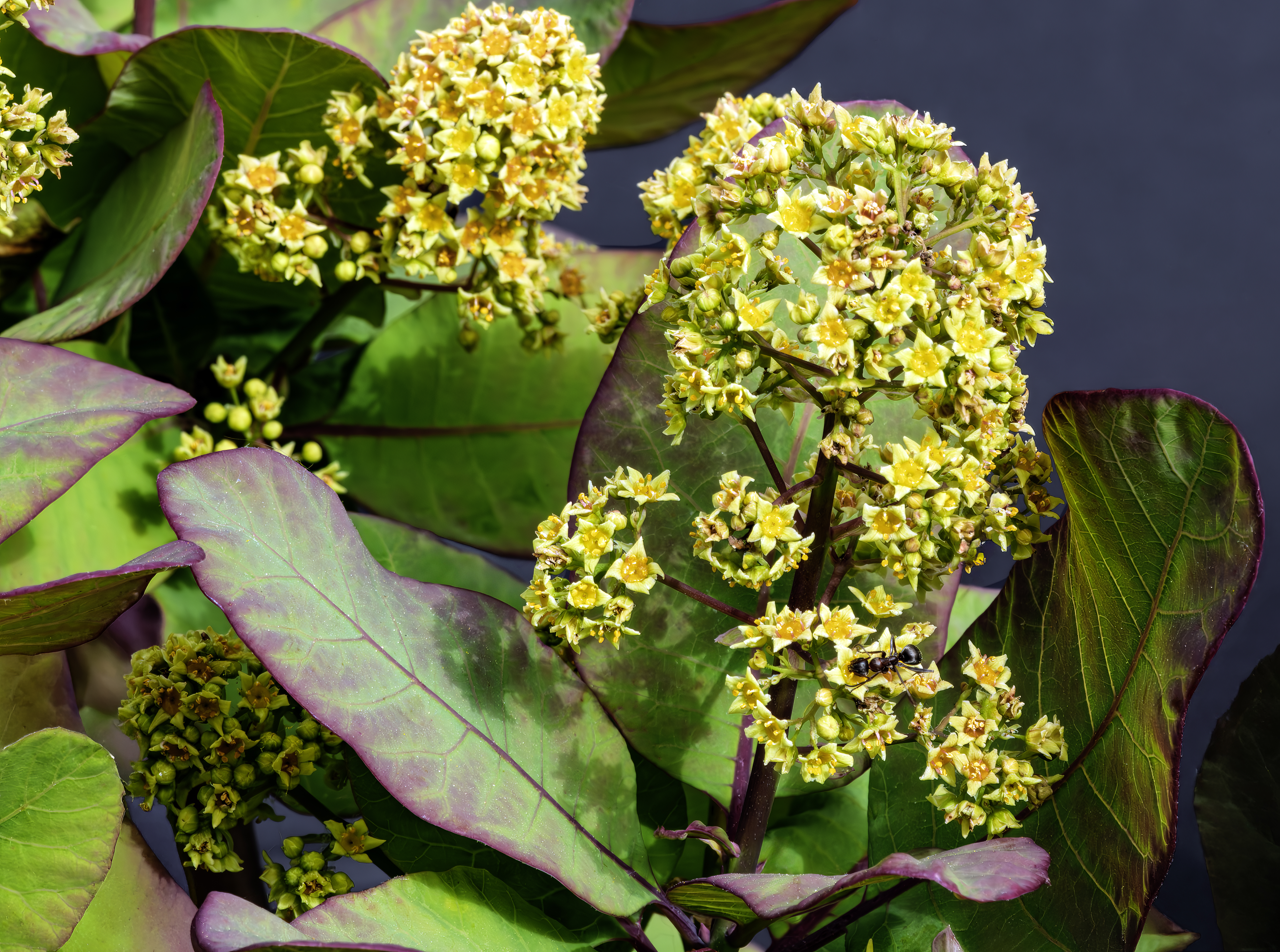
Inflorescence mâle
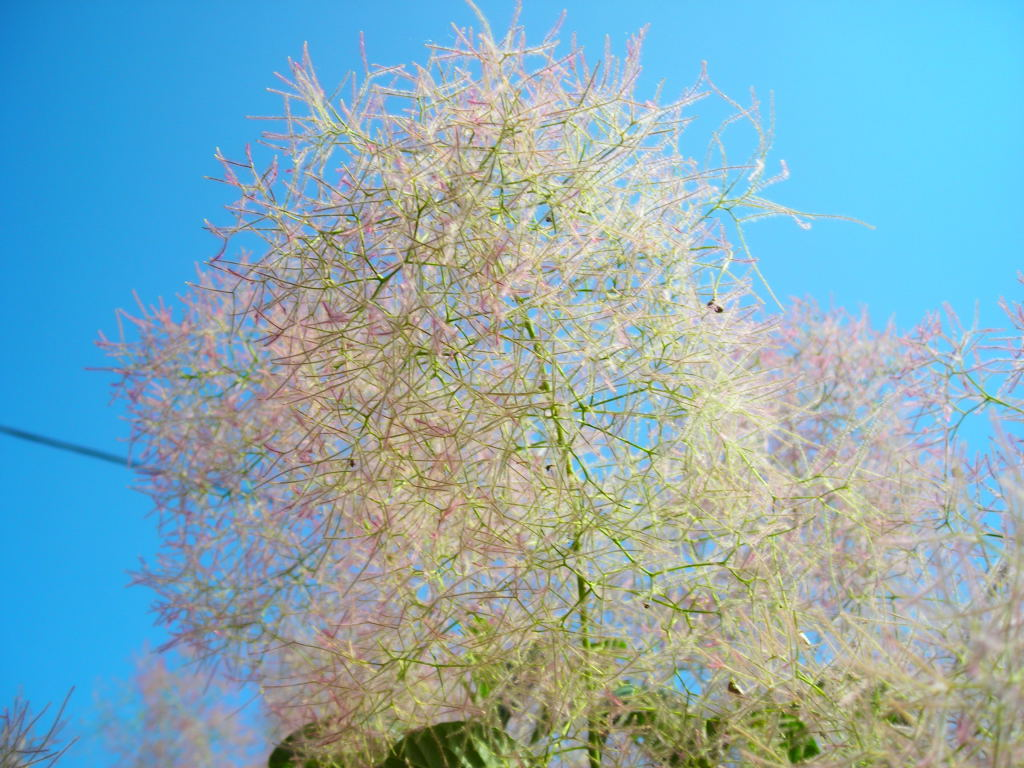
Inflorescence femelle
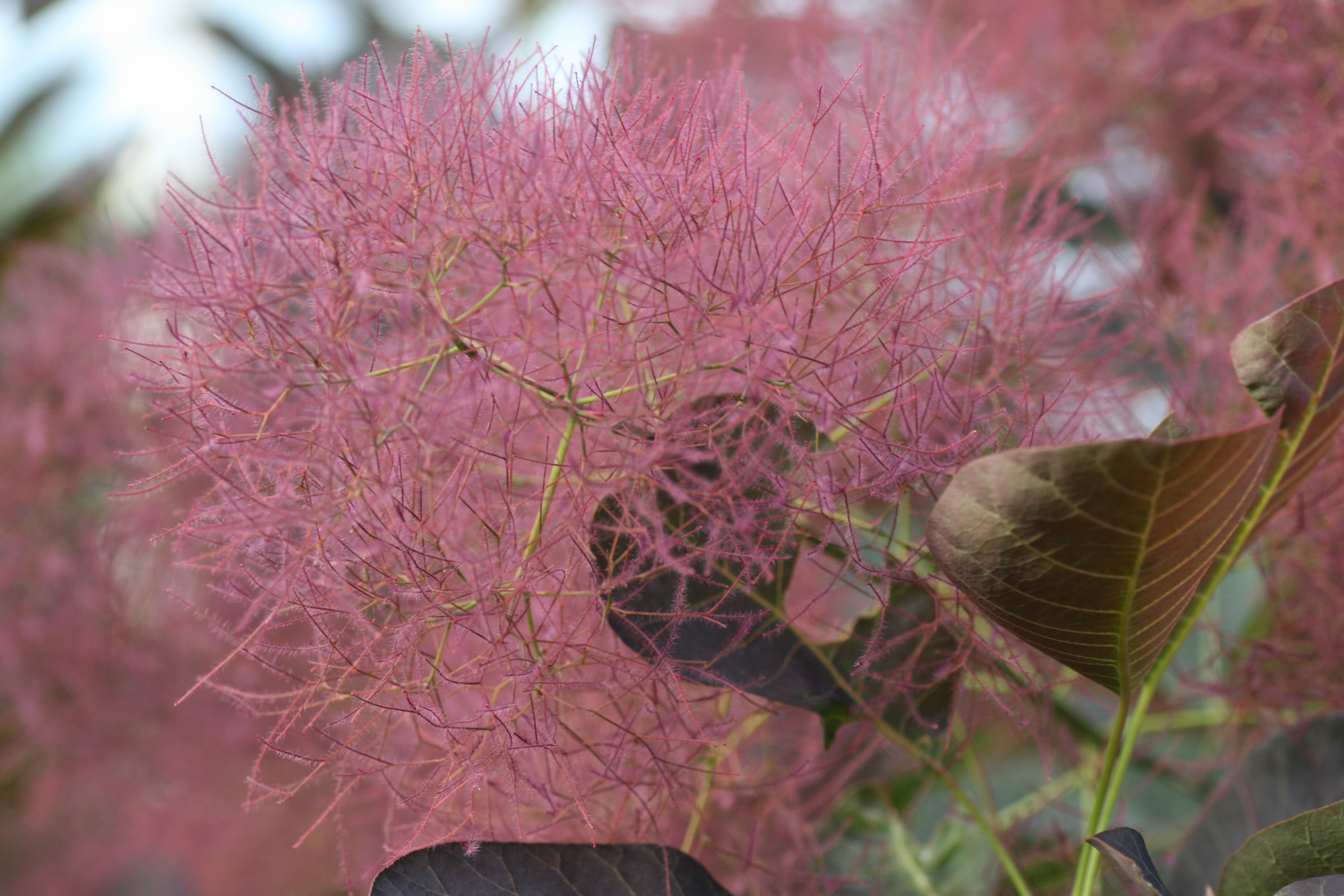
Inflorescence femelle
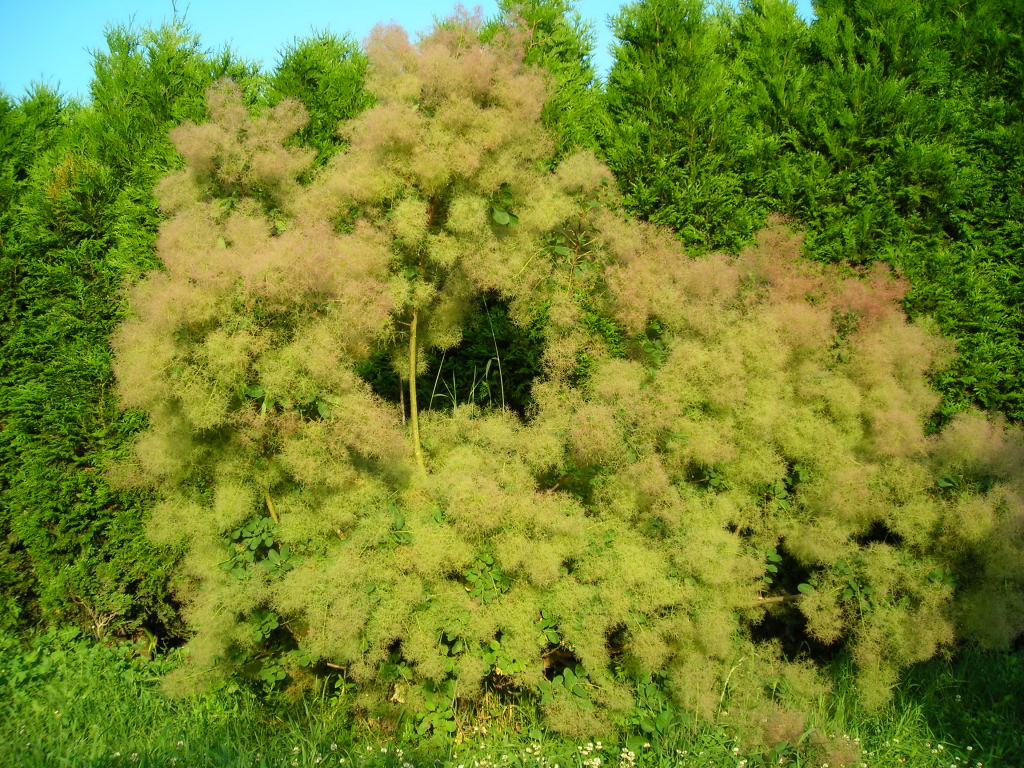
Cotinus ou « arbre à perruques ».
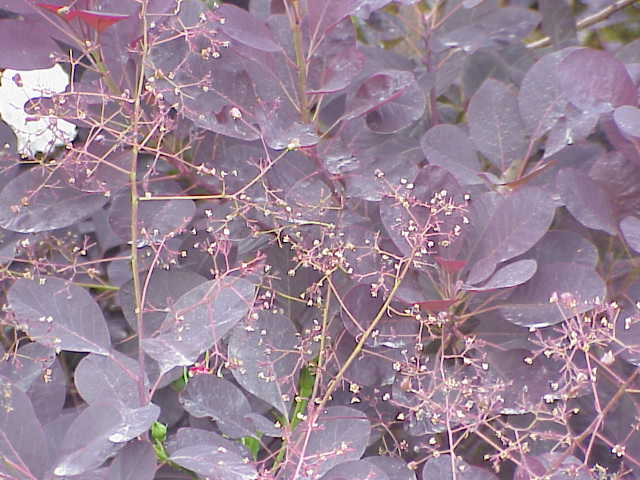
Feuillage de Cotinus coggygria.

Ce sont des arbustes polygames, au bois jaune et aux exsudats résineux à l'odeur piquante. Leurs feuilles sont alternes, portées par de minces pétioles, simples, entières à légèrement dentelées. L'inflorescence est en cyme ou en panicule, terminale. Le pédicelle est fin, quatre à six fois plus long que la fleur, s'allongeant encore et devenant villosité après l'anthèse chez les fleurs stériles. Le calice se divise en cinq parties, à lobes ovales-lancéolés, obtus, persistants. Les fleurs ont cinq pétales, qui sont deux fois plus longs que le calice. Les cinq étamines sont plus courtes que les pétales ; les anthères sont ovales, plus courtes que les filaments. L'ovaire est obliquement comprimé, à un seul ovule ; il y a trois styles. Les fruits sont de petites  drupes, rouge foncé à brun, réniformes, comprimées, glabres ou pubescentes. La graine est réniforme, exalbuminée ; le tégument est mince ; le cotylédon complané.

## Liste des espèces
Selon la World Flora Online (WFO) (16 avril 2021) :
- Cotinus americana Nutt.
- Cotinus carranzae Rzed. & Calderón
- Cotinus chiangii (D.A.Young) Rzed. & Calderón
- Cotinus coggygria Scop.
- Cotinus kanaka (R.N.De) D.Chandra
- Cotinus nanus W.W.Sm.
- Cotinus obovatus Raf.
- Cotinus szechuanensis Pénzes